# Хукер, Дэн
Дэ́ниел Пре́стон Ху́кер (англ. Daniel Preston Hooker; род. 13 февраля 1990, Окленд) — новозеландский боец смешанного стиля, представитель лёгкой и полулёгкой весовых категорий. Выступает на профессиональном уровне с 2009 года, известен по участию в турнирах бойцовских организаций UFC, AFC, SFC и др. Владел титулом чемпиона AFC в лёгком весе.
Занимает 6 строчку официального рейтинга  UFC в лёгком весе.

## Биография
Дэн Хукер родился 13 февраля 1990 года в Окленде, Новая Зеландия.
Прежде чем перейти в ММА, занимался кикбоксингом — имеет титулы и награды в этой дисциплине, полученные на местном региональном уровне. Проходил подготовку в зале City Kickboxing.

### Начало профессиональной карьеры
Дебютировал в смешанных единоборствах на профессиональном уровне в марте 2009 года, с помощью удушающего приёма сзади принудил своего соперника к сдаче за 48 секунд в первом же раунде. Дрался в небольших промоушенах преимущественно на территории Новой Зеландии и Австралии, владел титулами чемпиона Supremacy Fighting Championships South Pacific и Australian Fighting Championship в лёгкой весовой категории.

### Ultimate Fighting Championship
Имея в послужном списке десять побед и только четыре поражения, Хукер привлёк к себе внимание крупнейшей бойцовской организации мира Ultimate Fighting Championship и в 2014 году подписал с ней долгосрочный контракт. В дебютном поединке в октагоне UFC в рамках полулёгкого веса выиграл техническим нокаутом в первом раунде у англичанина Иана Энтвисла.
В сентябре 2014 года на турнире в Японии единогласным решением судей уступил венесуэльцу Максимо Бланко.
В мае 2015 года отправил в нокаут японца Хацу Хиоки (для Хиоки это был первый нокаут в карьере), заработав при этом бонус за лучшее выступление вечера. Позже порталом MMAJunkie.com этот нокаут был признан лучшим нокаутом месяца.
В октябре 2015 года единогласным решением проиграл Яиру Родригесу.
В 2016 году с помощью «гильотины» заставил сдаться Марка Эддиву, но потерпел поражение по очкам от Джейсона Найта.
В 2017 году поднялся в лёгкий вес и нокаутировал Росса Пирсона, вновь получив награду за лучшее выступление вечера. Также отметился досрочной победой над Марком Диакези.
В 2018 году одержал победы нокаутами над такими бойцами как Джим Миллер и Гилберт Бёрнс, однако затем его победная серия прервалась в поединке с бразильцем Эдсоном Барбозой — последовало поражение техническим нокаутом.
В июле 2019 года Хукер отправил в нокаут Джеймса Вика и стал обладателем ещё одного бонуса за лучшее выступление вечера.

## Статистика в профессиональном ММА
| Боёв 36  | Побед 24 | Поражений 12 |
| -------- | -------- | ------------ |
| Нокаутом | 11       | 3            |
| Сдачей   | 7        | 3            |
| Решением | 6        | 6            |

| Результат  | Рекорд | Соперник         | Способ                    | Турнир                                 | Дата             | Раунд | Время | Место                     | Примечание                                              |
| ---------- | ------ | ---------------- | ------------------------- | -------------------------------------- | ---------------- | ----- | ----- | ------------------------- | ------------------------------------------------------- |
| Победа     | 24-12  | Матеуш Гамрот    | Раздельное решение        | UFC 305                                | 17 августа 2024  | 3     | 5:00  | Перт, Австралия           | «Лучший бой вечера» (4)                                 |
| Победа     | 23-12  | Джалин Тёрнер    | Раздельное решение        | UFC 290                                | 8 июля 2023      | 3     | 5:00  | Лас-Вегас, Невада, США    |                                                         |
| Победа     | 22-12  | Клаудио Пуэльес  | TKO (фронт-кик)           | UFC 281                                | 12 ноября 2022   | 2     | 4:06  | Нью-Йорк, США             |                                                         |
| Поражение  | 21-12  | Арнольд Аллен    | TKO (удары)               | UFC Fight Night: Волков vs. Аспиналл   | 19 марта 2022    | 1     | 2:33  | Лондон, Англия            | Бой в полулёгком весе.                                  |
| Поражение  | 21-11  | Ислам Махачев    | Сдача (Кимура)            | UFC 267                                | 30 октября 2021  | 1     | 2:25  | Абу-Даби, ОАЭ             |                                                         |
| Победа     | 21-10  | Насрат Хакпараст | Единогласное решение      | UFC 266                                | 25 сентября 2021 | 3     | 5:00  | Лас-Вегас, Невада, США    |                                                         |
| Поражение  | 20-10  | Майкл Чендлер    | TKO (удары)               | UFC 257: Poirier vs. McGregor 2        | 24 января 2021   | 1     | 2:30  | Абу-Даби, ОАЭ             |                                                         |
| Поражение  | 20-9   | Дастин Порье     | Единогласное решение      | UFC on ESPN: Poirier vs. Hooker        | 27 июня 2020     | 5     | 5:00  | Лас Вегас, США            | «Лучший бой вечера» (3).                                |
| Победа     | 20-8   | Пол Фельдер      | Раздельное решение        | UFC Fight Night: Felder vs. Hooker     | 23 февраля 2020  | 5     | 5:00  | Окленд, Новая Зеландия    | «Лучший бой вечера» (2).                                |
| Победа     | 19-8   | Эл Яквинта       | Единогласное решение      | UFC 243                                | 6 октября 2019   | 3     | 5:00  | Мельбурн, Австралия       |                                                         |
| Победа     | 18-8   | Джеймс Вик       | KO (удар рукой)           | UFC on ESPN: dos Anjos vs. Edwards     | 20 июля 2019     | 1     | 2:33  | Сан-Антонио, США          | «Выступление вечера» (3).                               |
| Поражение  | 17-8   | Эдсон Барбоза    | TKO (удар рукой в корпус) | UFC on Fox: Lee vs. Iaquinta 2         | 15 декабря 2018  | 3     | 2:19  | Милуоки, США              |                                                         |
| Победа     | 17-7   | Гилберт Бёрнс    | KO (удары руками)         | UFC 226                                | 7 июля 2018      | 1     | 2:28  | Лас-Вегас, США            |                                                         |
| Победа     | 16-7   | Джим Миллер      | KO (удар коленом)         | UFC Fight Night: Barboza vs. Lee       | 21 апреля 2018   | 1     | 3:00  | Атлантик-Сити, США        |                                                         |
| Победа     | 15-7   | Марк Диакези     | Сдача (гильотина)         | UFC 219                                | 30 декабря 2017  | 3     | 0:42  | Лас-Вегас, США            |                                                         |
| Победа     | 14-7   | Росс Пирсон      | KO (удар коленом)         | UFC Fight Night: Lewis vs. Hunt        | 11 июня 2017     | 2     | 3:02  | Окленд, Новая Зеландия    | Вернулся в лёгкий вес. «Выступление вечера» (2).        |
| Поражение  | 13-7   | Jason Knight     | Единогласное решение      | UFC Fight Night: Whittaker vs. Brunson | 27 ноября 2016   | 3     | 5:00  | Мельбурн, Австралия       |                                                         |
| Победа     | 13-6   | Марк Эддива      | Сдача (гильотина)         | UFC Fight Night: Hunt vs. Mir          | 20 марта 2016    | 1     | 1:24  | Брисбен, Австралия        |                                                         |
| Поражение  | 12-6   | Яир Родригес     | Единогласное решение      | UFC 192                                | 3 октября 2015   | 3     | 5:00  | Хьюстон, США              |                                                         |
| Победа     | 12-5   | Хацу Хиоки       | KO (удары)                | UFC Fight Night: Miocic vs. Hunt       | 10 мая 2015      | 2     | 4:13  | Аделаида, Австралия       | "«Выступление вечера» (1).                              |
| Поражение  | 11-5   | Максимо Бланко   | Единогласное решение      | UFC Fight Night: Hunt vs. Nelson       | 20 сентября 2014 | 3     | 5:00  | Сайтама, Япония           |                                                         |
| Победа     | 11-4   | Иан Энтвисл      | TKO (удары локтями)       | UFC Fight Night: Te Huna vs. Marquardt | 28 июня 2014     | 1     | 3:34  | Окленд, Новая Зеландия    | Вернулся в полулёгкий вес.                              |
| Победа     | 10-4   | Ник Паттерсон    | TKO (удары руками)        | AFC 6                                  | 24 августа 2013  | 3     | 0:34  | Мельбурн, Австралия       | Защитил (2) титул чемпиона AFC в лёгком весе.           |
| Победа     | 9-4    | Расти Макбрайд   | Сдача (удушение сзади)    | AFC 5                                  | 10 мая 2013      | 1     | 1:31  | Мельбурн, Австралия       | Защитил (1)титул чемпиона AFC в лёгком весе.            |
| Победа     | 8-4    | Сихле Хубони     | Сдача (треугольник)       | Shuriken MMA: Clash of the Continents  | 13 октября 2012  | 1     | 2:53  | Окленд, Новая Зеландия    | Вернулся в лёгкий вес.                                  |
| Победа     | 7-4    | Чэньцзе У        | TKO (остановлен врачом)   | Legend FC 9                            | 16 июня 2012     | 1     | 3:44  | Макао, Китай              | Дебют в полулёгком весе.                                |
| Победа     | 6-4    | Расти Макбрайд   | TKO (остановлен врачом)   | AFC 3                                  | 14 апреля 2012   | 2     | 3:57  | Мельбурн, Австралия       | Выиграл титул чемпиона AFC в лёгком весе.               |
| Поражение  | 5-4    | Хаотянь У        | Сдача (удушение сзади)    | Legend FC 8                            | 30 марта 2012    | 2     | 4:52  | Гонконг, Китай            |                                                         |
| Победа     | 5-3    | Юма Исидзука     | Единогласное решение      | AFC 2                                  | 3 сентября 2011  | 3     | 5:00  | Мельбурн, Австралия       |                                                         |
| Победа     | 4-3    | Скотт Макгрегор  | Сдача (гильотина)         | SFC 8                                  | 30 июля 2011     | 1     | 4:42  | Окленд, Новая Зеландия    | Выиграл титул чемпиона SFC South Pacific в лёгком весе. |
| Поражение  | 3-3    | Роб Лисита       | Раздельное решение        | SCF 6                                  | 3 июля 2010      | 3     | 5:00  | Данидин, Новая Зеландия   | Бой за титул чемпиона SFC South Pacific в лёгком весе.  |
| Поражение  | 3-2    | Санни Браун      | Сдача (удушение сзади)    | Rize 4                                 | 27 марта 2010    | 2     | 2:00  | Фортитуд-Вэлли, Австралия |                                                         |
| Победа     | 3-1    | Кэн Ясуда        | TKO (травма глаза)        | Rize 3                                 | 5 декабря 2009   | 1     | 3:12  | Мансфилд, Австралия       |                                                         |
| Победа     | 2-1    | Адам Калвер      | Сдача (рычаг локтя)       | SCF 4                                  | 14 ноября 2009   | 1     | 2:52  | Окленд, Новая Зеландия    |                                                         |
| Поражение  | 1-1    | Адам Калвер      | Раздельное решение        | SCF 3                                  | 25 июля 2009     | 3     | 5:00  | Окленд, Новая Зеландия    |                                                         |
| Победа     | 1-0    | Майк Тейлор      | Сдача (удушение сзади)    | SCF 2                                  | 7 марта 2009     | 1     | 0:48  | Окленд, Новая Зеландия    |                                                         |
| Источники: |        |                  |                           |                                        |                  |       |       |                           |                                                         |